# لة وارحسين العليا (زيلايي)
لة وارحسین العلیا (بالفارسية: له وارحسین علیا) هي قرية تقع في إيران في قسم زیلایی الريفي. يقدر عدد سكانها بـ 0 نسمة بحسب إحصاء 2016.